# Artem Mihajlovics Sabanov
Artem Mihajlovics Sabanov (ukránul: Артем Михайлович Шабанов; Kijev, 1992. március 20.. –) ukrán válogatott labdarúgó, hátvéd.

## Pályafutása

### Mérkőzései az ukrán válogatottban
| #  | Dátum              | Ellenfél   | Eredmény | Kiírás              | Esemény |
| -- | ------------------ | ---------- | -------- | ------------------- | ------- |
| 1. | 2017. november 10. | Szlovákia  | 2 – 1    | barátságos mérkőzés | 81'     |
| 2. | 2019. november 14. | Észtország | 1 – 0    | barátságos mérkőzés | 46'     |

## Sikerei, díjai
Dinamo Kijev
- Ukrán bajnok: 2020–2021
- Ukrán kupa-győztes: 2019–2020
- Ukrán szuperkupa-győztes: 2019–2020

 Légia Varsó
- Lengyel bajnok: 2020–2021